# Franc Karel Anderlič
Franc Karel Anderlič, slovenski častnik, veteran vojne za Slovenijo, * 9. marec 1940, Sežana.

## Vojaška kariera
- poveljnik Južnoprimorske pokrajine TO (4. oktober 1990 - ?)

## Odlikovanja in priznanja
- spominski znak Republiška koordinacija 1991[1]
- spominski znak Obranili domovino 1991
- spominski znak Poveljniki pokrajinskih štabov TO 1991 (23. junij 1998)